# Arseni Grigorjewitsch Golowko

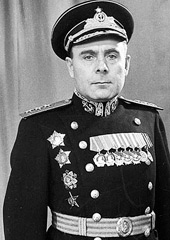
Arseni Grigorjewitsch Golowko

Arseni Grigorjewitsch Golowko (russisch Арсений Григорьевич Головко, wiss. Transliteration Arsenij Grigorjevič Golovko; * 10. Junijul. / 23. Juni 1906greg. in Prochladny im Nordkaukasus; † 17. Mai 1962 in Moskau) war ein sowjetischer Admiral.

## Leben
Er trat 1925 in die sowjetische Flotte ein und absolvierte 1928 die Seeoffiziersschule in Leningrad. Danach tat er Dienst in verschiedenen sowjetischen Flotten u. a. als Flaggsperroffizier und Stabschef einer Torpedoschnellbootbrigade. In den Jahren 1937 und 1938 nahm er auf Seiten der Linksregierung am Spanischen Bürgerkrieg teil. Nach seiner Rückkehr in die UdSSR besuchte Golowko die Seekriegsakademie.
Am 4. Juni 1940 wurde er zum Konteradmiral befördert und darauf zum Befehlshaber einer Torpedoboot-Flottille der Baltischen Flotte ernannt. Anschließend versah er seinen Dienst in verschiedenen Dienststellungen der sowjetischen Seekriegsflotte. Am 7. August 1940 wurde er zum Befehlshaber der Nordflotte bestellt, welche den Raum Murmansk sicherte. Seine Flotte überwachte gegenüber den über Norwegen eingebrochenen deutschen Truppen den Eingang in die Kola-Bucht. Am 16. September 1941 wurde er zum Vizeadmiral ernannt.
Zu Beginn des Jahres 1944 verfügte die zum Schutz der Murmansk-Konvois verstärkte Nordflotte über 23 U-Boote, 8 Zerstörer, 20 Patrouillenschiffe, 14 Torpedoboote, 63 Patrouillenboote sowie 353 Flugzeuge. Auf Vorschlag Golowkos wurde ein Teil der Torpedoboote auf den Luftwaffenstützpunkt in Pummanki verlegt, womit das Zusammenspiel der Piloten im Kampf gegen die deutschen U-Boote verbessert wurde. Für seine Verdienste als Führer der Nordflotte wurde er am 31. März 1944 zum Flottenadmiral befördert. Mitte Oktober 1944 befehligte er während der Petsamo-Kirkenes-Operation die erfolgreiche amphibische Landung bei Liinahamari und sicherte im Zusammenwirken mit den Truppen der sowjetischen 14. Armee die Erz- und Nickelgebiete im Raum Petsamo.
Im Jahr 1956 wurde er zum 1. Stellvertreter des Oberbefehlshabers der sowjetischen Seekriegsflotte ernannt. Golowko wurde für seine Verdienste viermal mit dem Leninorden, viermal mit dem Rotbannerorden, zweimal mit dem Uschakoworden und zahlreichen weiteren in- und ausländischen Orden und Medaillen ausgezeichnet.